# Oedanomerus hirsutus
Oedanomerus hirsutus is een keversoort uit de familie bladsprietkevers (Scarabaeidae). De wetenschappelijke naam van de soort werd in 1875 gepubliceerd door Charles Owen Waterhouse.